# Piazza San Gaetano
La Piazza San Gaetano es una plaza del centro histórico de Nápoles, en Italia, situada en una posición casi central del decumano mayor, en el barrio de San Lorenzo.
El nombre de la plaza deriva de la presencia en la basílica de San Paolo Maggiore de la tumba de San Cayetano de Thiene (en italiano, San Gaetano Thiene), también recordado por una estatua ubicada en la plaza.

## Historia
La plaza surge en el espacio de la antigua ciudad de Νεάπολις/Neapolis que en la época griega primero, y en la romana después, estaba ocupado por el ágora y el foro. Un templo romano dedicado a los Dioscuros se erguía en el lugar donde hoy está ubicada la basílica de San Paolo Maggiore, en cuya fachada aún se pueden apreciar dos columnas del templo.
En tiempos antiguos, las doce fratrías del pueblo se reunían aquí; aquí se recibían a los embajadores extranjeros para negociar la paz y la guerra; aquí se recibía a los emperadores romanos con gran pompa y, finalmente, aquí el pueblo napolitano acudía armado al sonido de las campanas para repeler a los Lombardos y a los Sarracenos.
Durante el período angevino, en cambio, se llevaban a cabo las funciones administrativas de los Sedili (instituciones administrativas de la ciudad desde el siglo XIII hasta el XIX) y el parlamento. De hecho, precisamente en la fachada del campanario de la basílica de San Lorenzo Maggiore, se encuentran los siete escudos que representan los siete Sedili de Nápoles: Porto, Portanova, Popolo, Forcella, Nilo, Montagna y Capuana.
Durante el Renacimiento, se celebraron las bodas entre Segismundo I de Polonia y Bona Sforza, así como la llegada a la ciudad de Carlos V, quien recibió el homenaje de las autoridades de la ciudad en un desfile pomposo.

## Descripción
La plaza se encuentra en una posición casi central con respecto al antiguo decumano mayor (hoy, Via dei Tribunali) y en ella confluye la famosa e histórica calle con las tiendas de pesebres napolitanos, la Via San Gregorio Armeno, que conecta la Via dei Tribunali con Spaccanapoli (el decumano inferior).
Hoy en día, en sus bordes se encuentran dos edificios religiosos de gran importancia católica y artística: las basílicas de San Paolo Maggiore y de San Lorenzo Maggiore. En el centro se levanta la estatua de San Cayetano de Thiene, del siglo XVII. Situados uno frente al otro, también hay accesos al acueducto greco-romano y a las excavaciones arqueológicas de San Lorenzo Maggiore, que permiten visitar el subsuelo de la ciudad y los restos griegos y romanos de esa área.

## Galería de fotos

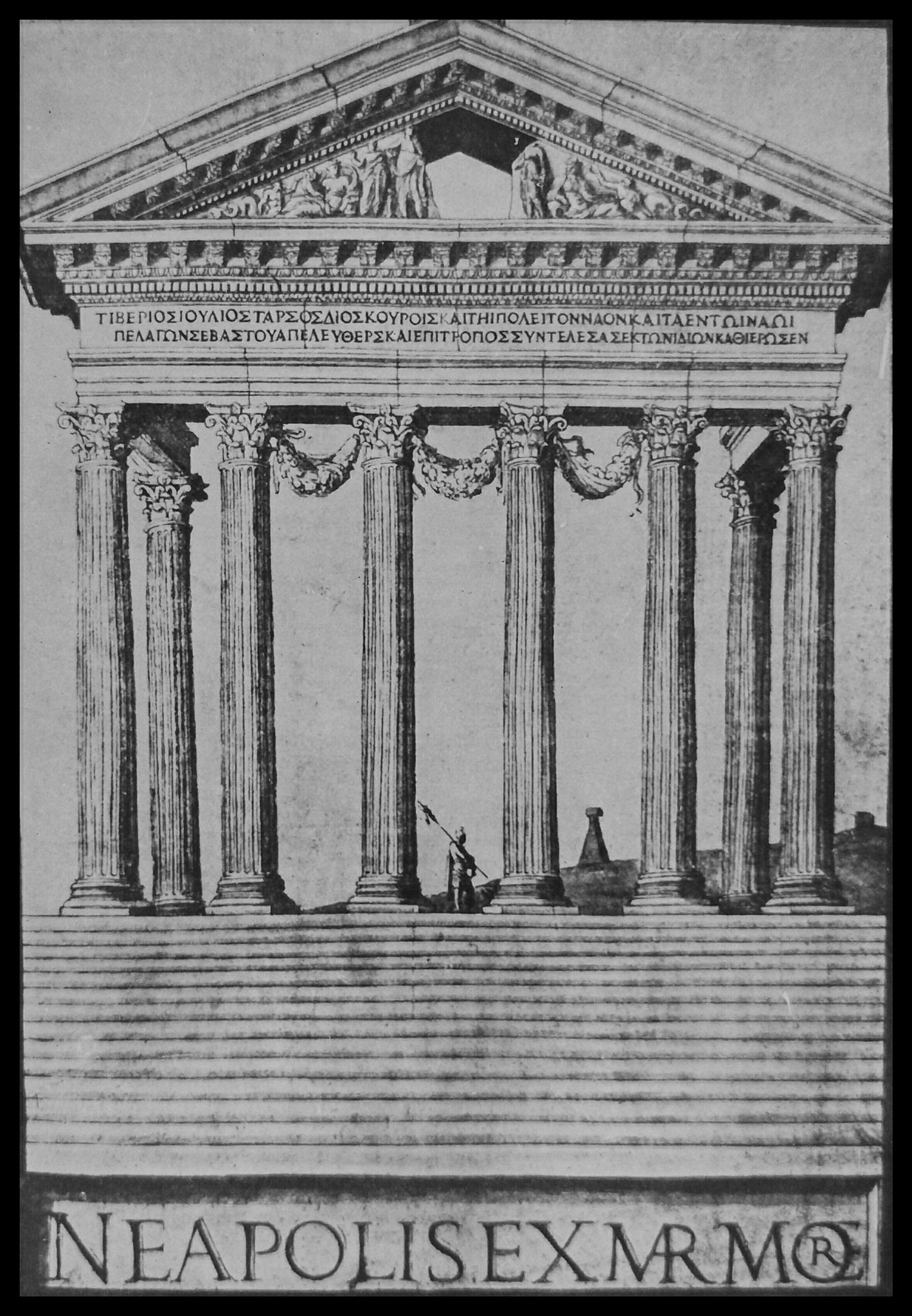
El templo de los Dioscuros
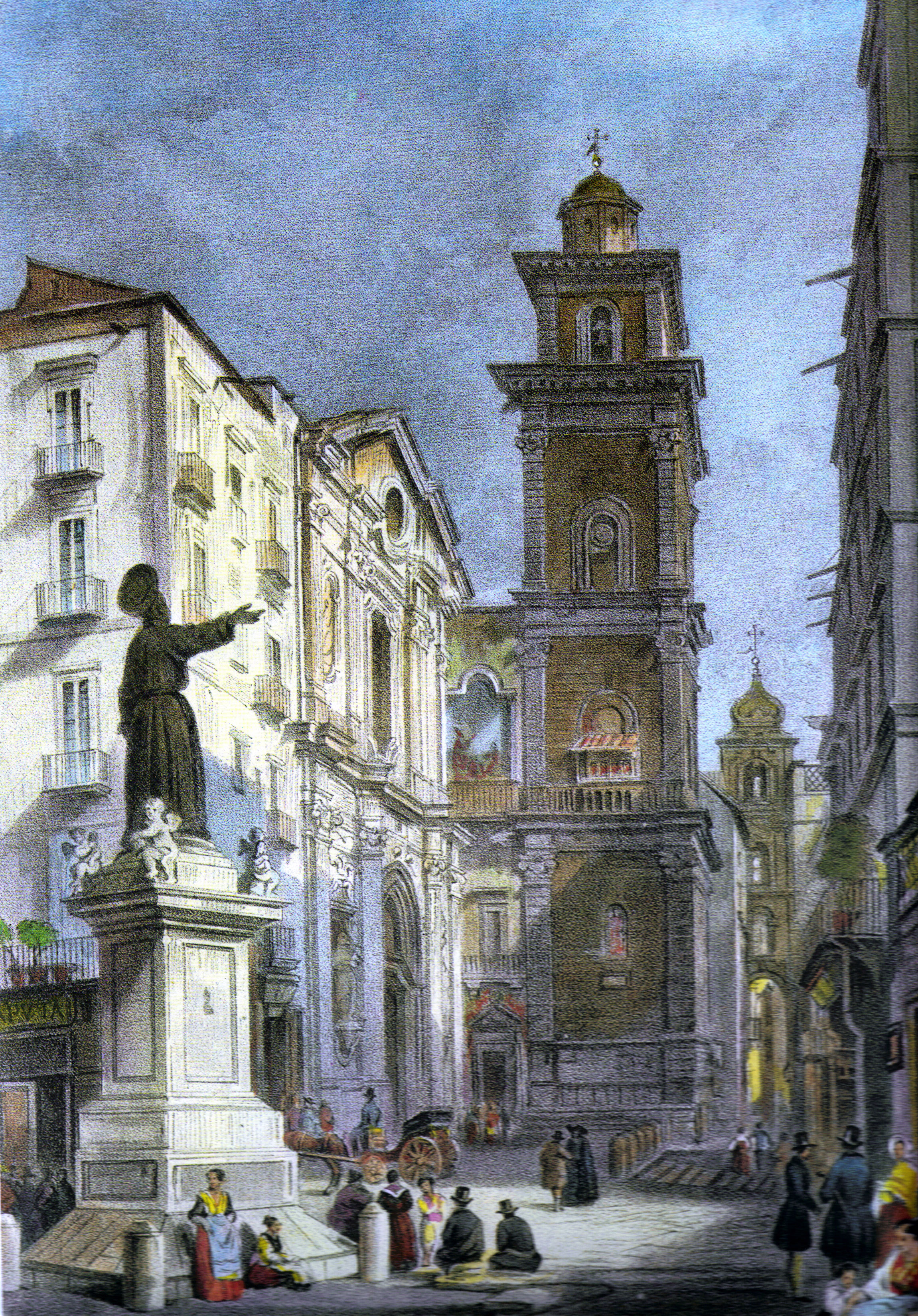
La plaza en una litografía de alrederor de 1845
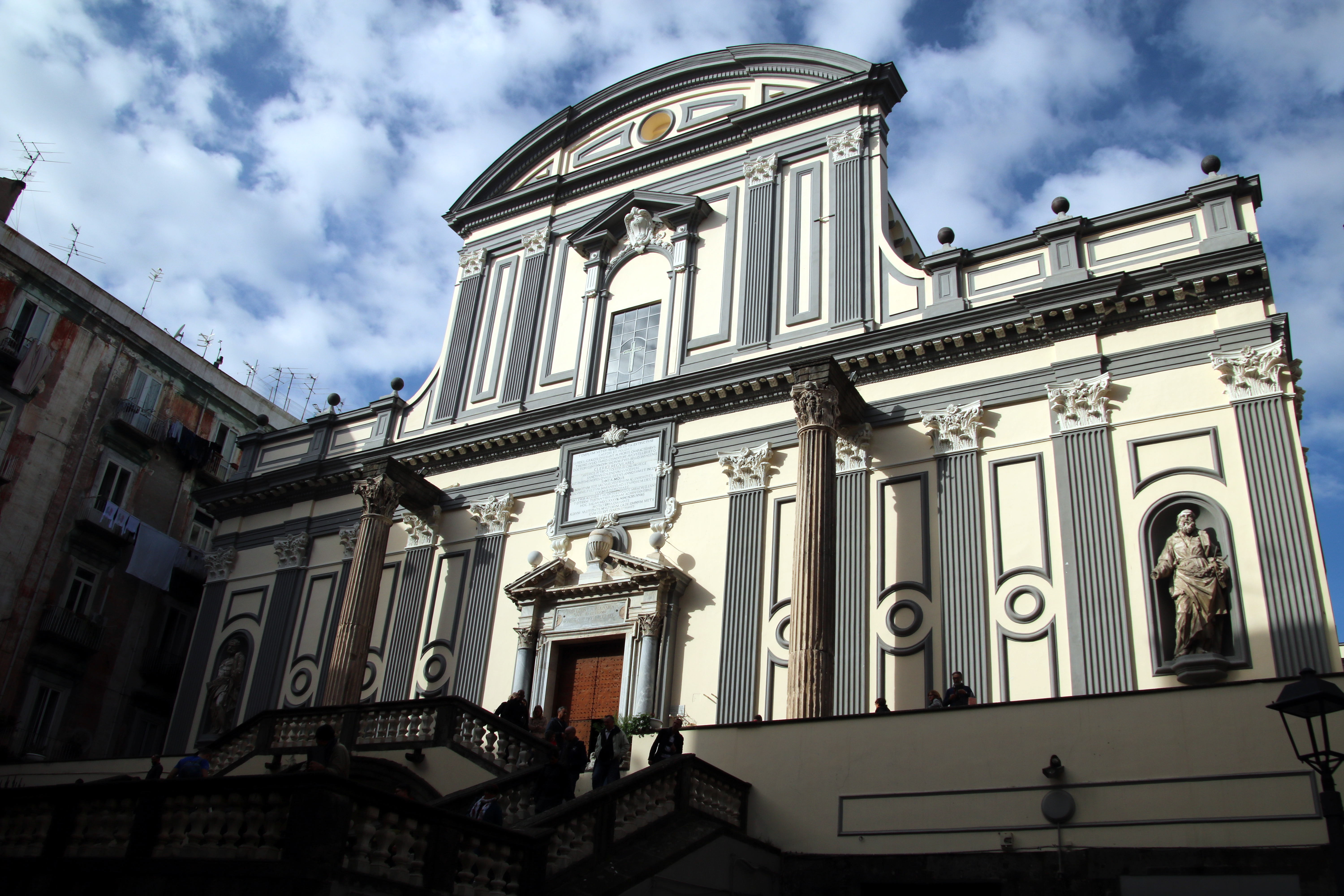
La fachada de la basílica de San Paolo Maggiore
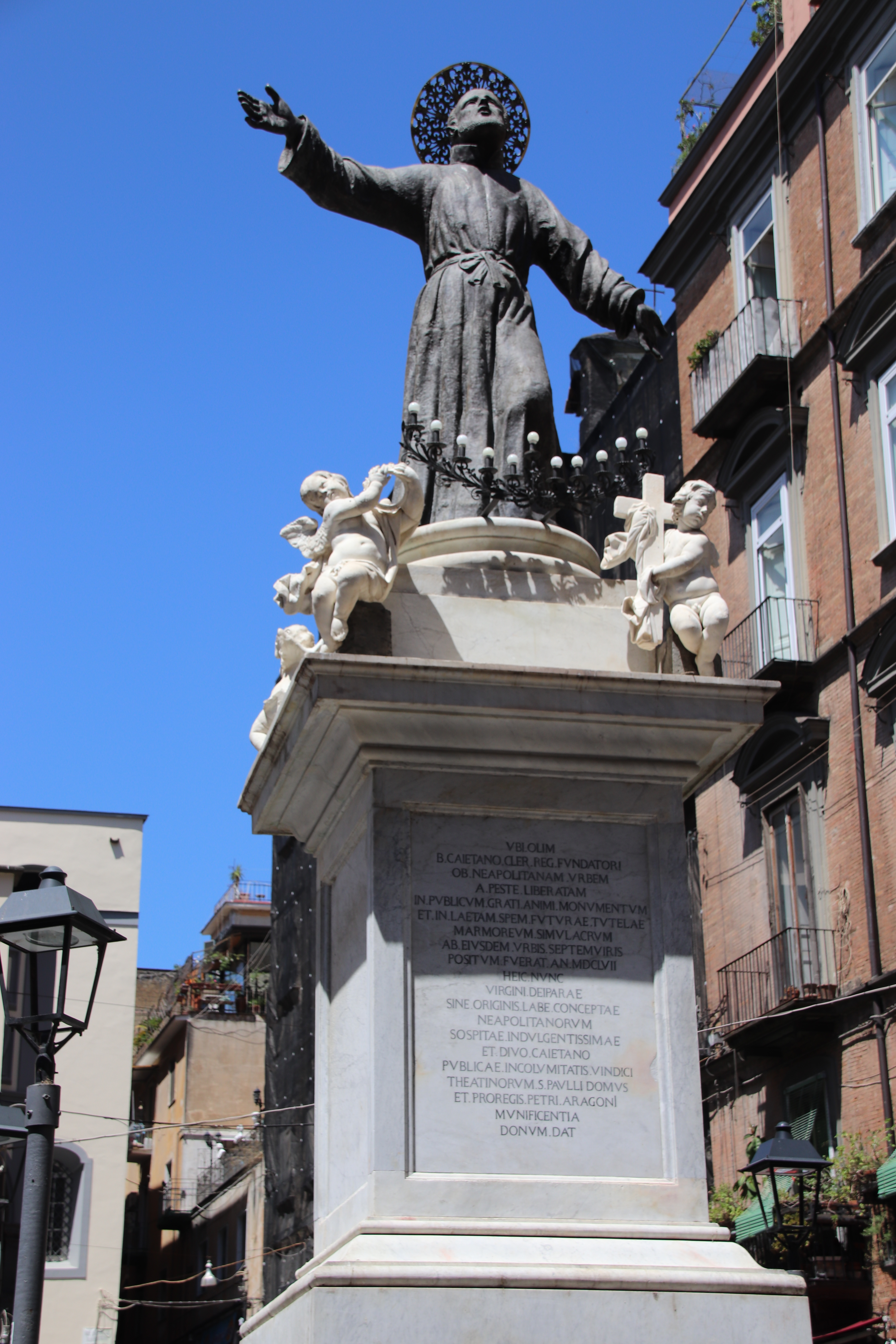
Monumento a San Cayetano de Thiene, que da el nombre a la plaza
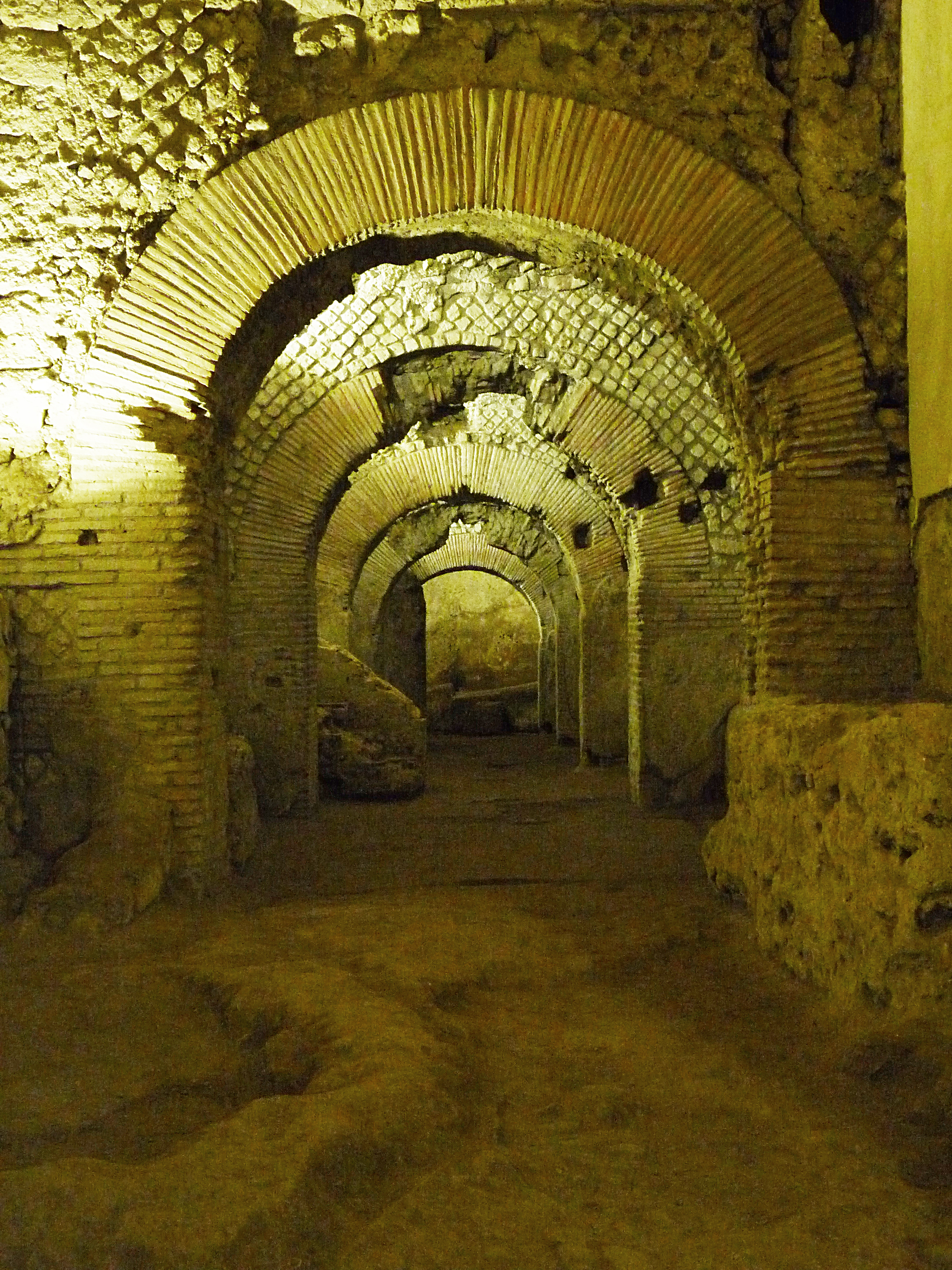
Excavaciones arqueológicas de San Lorenzo Maggiore
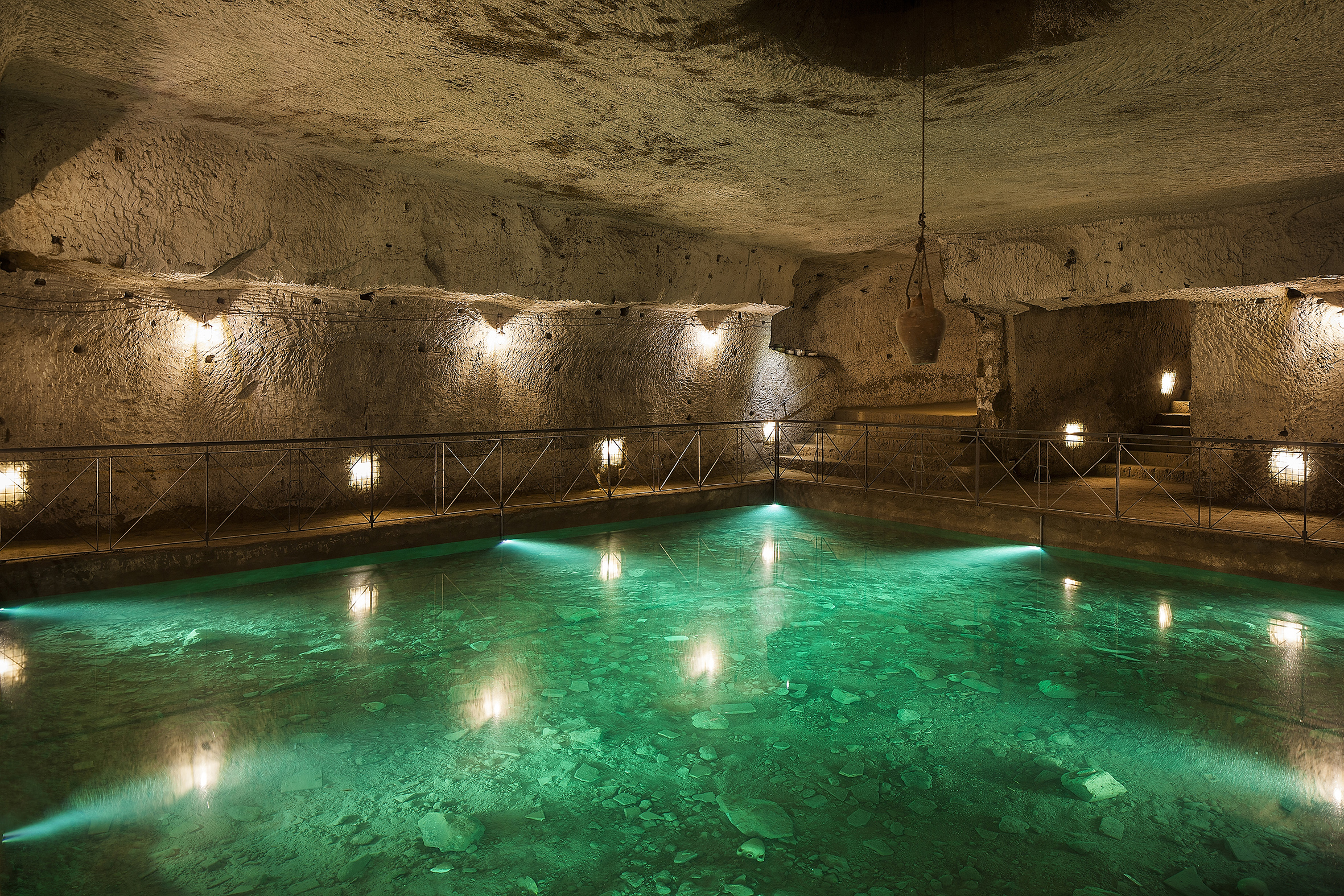
Cisterna del acueducto greco-romano

## Bibliógrafa
- Ruggiero, Gennaro (1998). Le piazze di Napoli. Roma: Tascabili economici Newton. ISBN 88-7983-846-6